# Kenji Yamamoto
Kenji Yamamoto (山本 健二, Yamamoto Kenji, Yamanashi, 28 augustus 1965) is een Japans voormalig voetballer die als verdediger speelde.

## Clubcarrière
In 1984 ging Yamamoto naar de Komazawa University, waar hij in het schoolteam voetbalde. Nadat hij in 1988 afstudeerde, ging Yamamoto spelen voor Furukawa Electric, de voorloper van JEF United Ichihara. In 4 jaar speelde hij er 53 competitiewedstrijden. Hij tekende in 1993 bij NTT Kanto. Hij tekende in 1994 bij JEF United Ichihara. In 2 jaar speelde hij er 29 competitiewedstrijden. Yamamoto beëindigde zijn spelersloopbaan in 1995.

## Statistieken

### J.League
| Seizoen | Club                | Competitie | J.League | J.League | J.League Cup | J.League Cup | Totaal | Totaal |
| Seizoen | Club                | Competitie | Wed.     | Dlp.     | Wed.         | Dlp.         | Wed.   | Dlp.   |
| ------- | ------------------- | ---------- | -------- | -------- | ------------ | ------------ | ------ | ------ |
| 1992    | JEF United Ichihara | J1 League  | -        | -        | 1            | 0            | 1      | 0      |
| 1994    | JEF United Ichihara | J1 League  | 9        | 0        | 0            | 0            | 9      | 0      |
| 1995    | JEF United Ichihara | J1 League  | 20       | 0        | -            | -            | 20     | 0      |
| Totaal  | Totaal              | Totaal     | 29       | 0        | 1            | 0            | 30     | 0      |